# Zoo Tycoon 2: Marine Mania
Zoo Tycoon 2: Marine Mania, abreviado como ZT2:MM o MM2 es la tercera expansión de Zoo Tycoon 2 y la primera en incluir nuevos biomas y muchas características nuevas, al igual que Endangered Species y African Adventure, contiene 20 animales marinos (dando el nombre a la expansión).